# Hassianycteris
Hassianycteris — це вимерлий рід ранньоеоценових (іпрських) кажанів із Hassianycterididae з двома або трьома відомими видами: тип (H. messelensis), знайдений у ямі Мессель, Німеччина, H. kumasi, знайдений у сланцевій формації Камбей (бурогутовий рудник Вастан), Індія, і можливий третій вид "H." joeli, знайдений у глиняній формації Кортійк, Бельгія. Поряд з Palaeochiropteryx tupaiodon (жив приблизно 48 мільйонів років тому), P. tupaiodon і Hassianycteris kumari є першими викопними ссавцями, забарвлення яких було виявлено: обидва були червоно-коричневими, коли були живі. H. messelensis, ймовірно, мав подібний колір за життя.